# Andrew Lloyd Webber
Andrew Lloyd Webber, barone Lloyd-Webber (Londra, 22 marzo 1948), è un compositore britannico.
È autore di musical che hanno ottenuto grande successo e sono stati rappresentati per decine di anni sia nel West End di Londra che a Broadway, insieme a numerose produzioni in tutto il mondo in diverse lingue e adattamenti cinematografici. 
I suoi musical più famosi sono Jesus Christ Superstar, Evita, Cats, The Phantom of the Opera e Sunset Boulevard. Ha composto in totale 17 musical, una raccolta di canzoni, un insieme di variazioni, due colonne sonore e una messa da requiem. Ha ricevuto numerosi premi ed onorificenze, tra cui un titolo di cavaliere nel 1992 (per poi diventare pari a vita), 3 Tony Award, 3 Grammy Award, un premio Oscar, un Golden Globe, un premio Emmy e sei premi Laurence Olivier (i premi del teatro inglese). L'aver vinto i premi Tony, Grammy, Oscar e Emmy fa di lui un EGOT.
Molte sue canzoni sono state incise da numerosi interpreti in tutto il mondo e hanno avuto un notevole successo al di fuori dei musical per i quali sono state composte. Tra queste I Don't Know How to Love Him da Jesus Christ Superstar, Don't Cry for Me Argentina da Evita, Memory da Cats, The Music of the Night e The Phantom of the Opera da The Phantom of the Opera, With One Look e As If We Never Said Goodbye da Sunset Boulevard. La società da lui creata, la Really Useful Group, è uno dei più importanti operatori teatrali a Londra.

## Biografia

### Primi anni
Andrew Lloyd Webber è figlio e fratello d'arte: il padre era il compositore William Southcombe Lloyd Webber, la madre, Jean Hermione Johnstone, era una violinista e pianista, mentre il fratello minore Julian Lloyd Webber è un violoncellista di fama mondiale. Iniziò a comporre musica molto presto e pubblicò una suite di sei pezzi all'età di nove anni. Conobbe il mondo del teatro grazie anche a Viola, una zia attrice che lo portò a vedere molti dei suoi spettacoli e a visitare i teatri dietro le quinte.
Viste le sue inclinazioni, il padre lo iscrisse come studente part-time alla Eric Gilder School of Music nella primavera del 1963; a quel tempo Andrew stava lavorando a un musical su Gengis Khan chiamato Westonia!, e aveva musicato il libro di poesie per bambini di T. S. Eliot Old Possum’s Book of Practical Cats, che riprenderà per la successiva famosa produzione del musical "Cats" del 1981. Nel 1965 Lloyd Webber è stato Queen's Scholar alla Westminster School e ha studiato storia per un semestre al Magdalen College di Oxford, anche se abbandonò il corso nell'inverno dello stesso anno per andare a studiare al Royal College of Music di Londra e dedicarsi alla sua passione per il teatro musicale.

### Esordi
La prima collaborazione professionale con il paroliere Tim Rice fu The Likes of Us nel 1965, un musical basato sulla storia vera di Thomas John Bernardo. Il musical fu rappresentato per la prima volta solo nel 2005 quando ne fu realizzata una versione teatrale al festival di Sydmonton (il festival che viene organizzato ogni anno dallo stesso Lloyd Webber). Lo stile è quello dei musical di Broadway degli anni quaranta e cinquanta. Inizia con una ouverture tradizionale contenente i diversi temi dello spettacolo e la musica riflette le influenze che Lloyd Webber ebbe all'inizio della sua carriera, in particolare Richard Rogers, Frederick Loewe e Lionel Bart. Le sue composizioni successive sono più orientate verso uno stile operistico piuttosto che quello dei musical tradizionali di Broadway.
Nello stesso periodo Lloyd Webber e Rice scrissero alcune canzoni pop che vennero incise come singoli. Nel 2003 è stata realizzata una raccolta di cinque CD contenenti una selezione di queste canzoni (Andrew Lloyd Webber: Now And Forever). Nel 1967 la coppia tentò di rappresentare senza successo il Regno Unito all'Eurovision Song Contest con una canzone intitolata Try It and See. Fu però incisa da Rita Pavone nell'album Rita e il tema fu successivamente utilizzato per la canzone King Herods' Song nel musical Jesus Christ Superstar.
Nel 1968 ai due fu commissionato un pezzo per il saggio di fine anno alla Colet Court School. Il risultato fu Joseph and the Amazing Technicolor Dreamcoat, una versione del racconto biblico di Giuseppe e i suoi fratelli nel quale Lloyd Webber e Rice si divertirono a creare numeri musicali dagli stili più diversi (tra cui calypso, country music, pop e rock). Simile al musical precedente per lo stile leggero e irriverente, ha però più affinità con la musica pop e maggiore varietà di stili. Joseph fu inizialmente una cantata della durata di venti minuti che ebbe discreto successo di critica e pubblico. Successive rielaborazioni portarono ad una versione di due ore che fu rappresentata nel West End dopo il successo del terzo musical della coppia (Jesus Christ Superstar), nel 1970. Joseph è stato successivamente rappresentato nel West End in due diverse produzioni nel 2001 e nel 2007.
Jesus Christ Superstar fu inizialmente realizzato come incisione discografica con Ian Gillan nella parte di Gesù. L'album, uscito nel 1970, ebbe un notevole successo di vendite. La produzione teatrale debuttò a Broadway nel 1971 e l'anno successivo a Londra, dove rimase in scena consecutivamente per otto anni. Il musical racconta gli ultimi giorni di vita di Gesù Cristo. Mentre Joseph era stato pensato come uno spettacolo leggero per famiglie, la musica in Jesus Christ Superstar è a volte più cupa, in particolare nelle scene della crocifissione, della congiura dei sacerdoti e nel conflitto tra Gesù e Giuda. Lo stile musicale predominante è il rock e il musical viene spesso indicato come "un'opera rock" così come era successo precedentemente per Tommy degli Who. Rispetto ad esso, però, la musica ha riferimenti classici (per esempio in John Nineteen: Forty-One) e alla musica d'avanguardia che accompagna la scena della crocifissione. Del musical che fece vincere al compositore il Drama Desk Award fu realizzato un adattamento cinematografico nel 1973 per la regia di Norman Jewison.
Successivamente Lloyd Webber ebbe l'idea di realizzare una commedia musicale sul personaggio del maggiordomo Jeeves dai romanzi di P. G. Wodehouse. Tim Rice non era sicuro di questo progetto, in parte perché pensava di non rendere dovuto omaggio ai romanzi che entrambi ammiravano così tanto, e dopo una breve collaborazione decise di abbandonare il progetto. I testi e il libretto vennero perciò scritti da Alan Ayckbourn. Lo spettacolo non fu apprezzato dal pubblico e chiuse dopo solo tre settimane. Nel 1996 Lloyd Webber e Ayckbourn realizzarono una completa nuova produzione dello spettacolo col titolo By Jeeves, dove solo due canzoni dello spettacolo originale furono mantenute. La risposta del pubblico fu questa volta più positiva.
La collaborazione di Lloyd Webber con Rice continuò con il musical Evita. Così come per Jesus Christ Superstar, fu prima realizzato un album nel 1976 con Julie Covington nella parte di Evita Perón. La produzione originale andò in scena a Londra nel 1978 con la regia di Harold Prince e Elaine Paige nella parte della protagonista. Musicalmente lo stile è classico, sono presenti pezzi corali (Requiem for Evita e un passaggio in Oh What a Circus) e interludi strumentali, ma anche ballate come High Flying, Adored e Another Suitcase In Another Hall nonché vivaci pezzi in stile sud americano come Buenos Aires, And the Money Kept Rolling In (And Out) o più lenti come On This Night of A Thousand Stars. Oh What A Circus e altri passaggi sono invece prevalentemente rock. Evita ebbe un enorme successo sia Londra che a New York. Nella capitale inglese rimase in scena per circa dieci anni. Fu anche l'ultimo spettacolo frutto della collaborazione fra Lloyd Webber e Rice.
Andrew Lloyd Webber lavorò successivamente ad un proprio progetto: Variations. Si trattava di una serie di variazioni sul tema del Capriccio 24 di Paganini scritte per il fratello violoncellista Julian. L'album raggiunse la seconda posizione nella classifica delle vendite nel Regno Unito nel 1978. Del 1979 è l'album Tell Me on a Sunday, raccolta di canzoni composte da Lloyd Webber con testi di Don Black e cantate da Marti Webb.

### Gli anni ottanta
Il musical Cats del 1981 è una versione musicata e danzata dell'opera di T. S. Eliot Old Possum's Book of Practical Cats del 1939, una raccolta di poesie per bambini aventi come protagonisti dei gatti. Le canzoni del musical sono quasi tutte tratte dalla raccolta. L'eccezione più importante è la canzone più conosciuta (Memory), scritta dal regista Trevor Nunn ma a sua volta ispirata da una poesia di Eliot. In questo musical è fortemente presente l'eclettismo del compositore: i generi musicali spaziano dal classico al pop, dal jazz alla musica elettronica, allo stile degli inni classici. La scena consiste in una cortile pieno di rifiuti e non cambia mai durante tutta la rappresentazione, gli attori sono truccati da gatti e quasi tutti i numeri sono danzati. Inizialmente Cats era stato pensato come una semplice raccolta di canzoni ma ad un certo punto del progetto la vedova di Eliot fornì a Lloyd Webber alcuni scritti non pubblicati del marito riguardanti un personaggio di nome Grizabella, una vecchia gatta emarginata dal gruppo, oltre all'idea di una rinascita per un gatto scelto durante il ballo di Jellicle. A quel punto era evidente che era presente una possibile traccia su cui costruire un musical. Lo spettacolo è tuttora uno dei più rappresentati al mondo e restò in scena ininterrottamente ventuno anni a Londra e diciotto a Broadway.
Starlight Express del 1984 è simile a Cats in quanto anche in questo musical gli attori non impersonano esseri umani. La storia è quella di locomotori e vagoni ferroviari, e gli attori recitano su pattini a rotelle. Lo stile rispetto a Cats è più orientato verso la musica pop e la disco music con poche eccezioni (country per esempio). Lo spettacolo ebbe un discreto successo commerciale a Londra ma ricevette critiche negative. La produzione di Londra restò in scena per diciotto anni mentre quella di Broadway tre.
Nel 1985 Lloyd Webber presentò la sua opera Requiem a New York, eseguita da Lorin Maazel, Plácido Domingo e Sarah Brightman. Trattasi di una messa da requiem dedicata al padre scomparso nel 1982. Sebbene completamente differente dallo stile di un musical, bisogna ricordare che la musica sacra ha avuto una parte importante nell'educazione musicale di Lloyd Webber che precedentemente aveva già presentato composizioni di questo genere al suo festival di Sydmonton. Il Requiem ricevette il Grammy Award come migliore composizione classica, e piuttosto curiosamente il brano Pie Jesu arrivò ai primi posti nelle classifiche di vendita di musica pop.
Nel 1986 aprì a Londra un altro dei maggiori successi di Andrew Lloyd Webber: The Phantom of the Opera (Il fantasma dell'opera) tratto dal romanzo omonimo di Gaston Leroux. La parte della protagonista Christine fu scritta appositamente per la moglie Sarah Brightman che impersonò lo stesso ruolo anche nella produzione di Broadway l'anno successivo. Il regista fu lo stesso di Evita (Harold Prince) mentre per i testi e il libretto collaborarono Charles Hart, Richard Stilgoe e lo stesso Lloyd Webber.
In questo spettacolo la musica di Lloyd Webber è a tratti operistica ma mantiene la struttura di un musical. I personaggi principali (tra cui il fantasma) cantano più spesso nel modo diretto e "naturale" della musica moderna mentre le più "decorative" arie operistiche sono riservate ai comprimari. Il musical fornisce il pretesto a Lloyd Webber di comporre un'opera lirica (Don Juan Triumphant - nella trama composta dal fantasma stesso appositamente per la sua protetta) riprendendo vari stili da Meyerbeer, Mozart e addirittura Gilbert e Sullivan. Malgrado le critiche contrastanti, lo spettacolo divenne un successo strepitoso. Nel 2014 è rappresentato ininterrottamente a Londra da ventotto anni (secondo per durata solo a Les miserables) e a Broadway da ventisei anni (battendo il record di durata per un musical detenuto precedentemente da Cats).
Lo spettacolo Aspects of Love seguì nel 1989, basato sul romanzo omonimo di David Garnett, con testi di Don Black e Charles Hart e regia di Trevor Nunn. Il musical era totalmente differente dai precedenti lavori di Lloyd Webber, essendo l'ambientazione intimista e pacata rispetto agli elaborati allestimenti di Cats o di The Phantom of the Opera. Le musiche a loro volta furono scritte per un piccolo gruppo di musicisti, in stile musica da camera più che musical di Broadway. Lo spettacolo rimase in scena con discreto successo per quattro anni a Londra, ma meno di un anno a Broadway.

### Anni novanta e presente
Nel 1992 Andrew Lloyd Webber ricevette la proposta di comporre una canzone per i Giochi olimpici di Barcellona. Il risultato fu Amigos para siempre, con parole di Don Black e interpretata da Sarah Brightman e José Carreras.
L'idea di scrivere un musical basato sul film Sunset Boulevard di Billy Wilder era nella mente di Loyd Webber già dagli anni settanta, quando vide il film per la prima volta, ma solo dopo Aspects of Love riuscì ad ottenere i diritti dalla Paramount. Il musical Sunset Boulevard aprì a Londra il 12 luglio 1993 con Patti LuPone nella parte della protagonista Norma Desmond, una star del cinema muto emarginata da Hollywood nell'era del sonoro. Nella versione americana il ruolo fu ripreso da Glenn Close. Malgrado lo spettacolo fosse divenuto molto popolare sia a Londra che a Broadway, chiuse in perdita a causa degli alti costi della produzione.
Il 1996 vide il ritorno della collaborazione di Lloyd Webber con Tim Rice. Insieme scrissero You Must Love Me per l'adattamento cinematografico di Evita con Madonna nel ruolo principale. La canzone vinse il Golden Globe e l'Oscar per la migliore canzone originale.
I musical successivi di Andrew Lloyd Webber sono stati Whistle Down the Wind nel 1996, The Beautiful Game nel 2000 e The Woman in White (La donna in bianco) nel 2004. Nessuno di questi raggiunse la popolarità e il successo di alcuni dei suoi musical precedenti. Come produttore teatrale Lloyd Webber ha prodotto il musical in stile Bollywood Bombay Dreams nel 2002 e The Sound of Music nel 2006 oltre a numerosi musical da lui stesso composti.
Nel 2006 il Sunday Times lo classificò all'87º posto nella classifica degli inglesi più ricchi con un patrimonio stimato di 700 milioni di sterline (circa un miliardo di euro).
Dal 2006 appare alla BBC in diversi talent show: How Do You Solve a Problem like Maria (2006), Any Dream Will Do (2007) I'd Do Anything (2008) e Over the Rainbow. I talent show consistevano nella selezione dei protagonisti per le produzioni di The Sound of Music, Joseph and the Amazing Technicolor Dreamcoat, Oliver! e The Wizard of Oz rispettivamente. Malgrado alcune critiche negative e le polemiche sul modo poco tradizionale di gestire le audizioni, le trasmissioni televisive hanno avuto un considerevole successo fornendo un'enorme promozione per gli spettacoli teatrali. Il format televisivo è stato utilizzato successivamente sia nel Regno Unito che in altri paesi (USA, Paesi Bassi).
Nel 2009 ha scritto la canzone che ha rappresentato il Regno Unito all'Eurovision Song Contest 2009 a Mosca. La selezione del cantante è avvenuta tramite la selezione della BBC intitolata "Your country needs you".
Nel 2010 debutta nel West End di Londra il musical Love Never Dies. Nel marzo 2011 apre a Londra una nuova versione del musical The Wizard of Oz, tratto dall'omonimo film del 1939, prodotto da Lloyd Webber, che ha anche composto alcune nuove canzoni (con parole di Tim Rice) che si aggiungono alle canzoni del film. Nel 2013 Lloyd Webber collabora di nuovo con Don Black e Cristopher Hampton per la realizzazione del musical Stephen Ward The Musical, ispirato alla scandalo Profumo. Il musical apre nel dicembre 2013 per chiudere nel marzo dell'anno successivo. Nel novembre 2015 debutta a Broadway School of Rock, una rivisitazione in chiave musical dell'omonimo film del 2003, School Of Rock.

## Camera dei lord
Il 31 dicembre 1996 la regina Elisabetta II, nell'ambito delle onorificenze concesse per il nuovo anno, ha annunciato l'intenzione di nominarlo pari a vita. Il 18 febbraio successivo è stato creato barone Lloyd-Webber, di Sydmonton, nella contea dell'Hampshire. È propriamente denominato "The Lord Lloyd-Webber"; il titolo è con il trattino, anche se il suo cognome non lo prevede. Ha fatto parte del Partito Conservatore.
Nella Camera dei lord è stato membro del comitato per le opere d'arte dal 17 dicembre 1998 all'11 maggio 2001.
Alla fine del 2015 aveva votato solo 33 volte alla Camera dei lord. Politicamente, Lloyd Webber ha sostenuto i conservatori, consentendo che la sua canzone "Take That Look Off Your Face" fosse utilizzata in un film promozionale del partito visto da circa un milione di persone prima delle elezioni generali del 2005. Nell'agosto del 2014, Lloyd Webber è stato uno dei 200 personaggi pubblici che hanno firmato una lettera al The Guardian in cui dichiaravano di opporsi all'indipendenza scozzese in vista del referendum di settembre su tale questione.
Nell'ottobre del 2015, Lloyd Webber è stato coinvolto in una controversa votazione della Camera dei lord. Essa riguardava i piani di taglio alle detrazioni fiscali e Lloyd Webber ha votato con il governo a favore di essi. Il compositore è stato criticato perché era arrivato dall'estero con il suo aereo personale per votare, quando il suo record di voti era scarso. Nell'ottobre del 2017, Lloyd Webber si è ritirato dalla Camera dei lord, affermando che il suo fitto programma era incompatibile con le richieste del Parlamento considerando l'imminente legislazione cruciale sulla Brexit.
Nel luglio del 2021 ha detto a Good Morning Britain che non avrebbe mai più votato per i conservatori, a causa della loro gestione della pandemia di COVID-19 e della scarsa quantità di aiuti riservati al settore artistico in quel periodo.

## Vita privata
Si è sposato una prima volta nel 1972 con Sarah Hugill (imparentata con la famiglia Tudor): la coppia ha avuto due figli. Dopo aver divorziato nel 1983, Lloyd Webber si è risposato l'anno successivo con la cantante e attrice Sarah Brightman, scelta come protagonista del suo musical The Phantom of the Opera. La coppia ha divorziato nel 1990, ma i due sono rimasti sempre in buoni rapporti. Con la terza e attuale moglie, Madeleine Gurdon, è sposato dal 1991: con lei ha avuto altri tre figli. Nel 2023 il figlio Nick, nato dal primo matrimonio e anch'egli compositore, è morto per un cancro allo stomaco.
Politicamente è stato sostenitore del partito conservatore, consentendo l'uso di una sua canzone (Take That Look Off Your Face) per la campagna elettorale del 2005. Si è discostato dal partito durante la pandemia di covid-19, accusandolo di non aver fatto alcunché per il settore artistico. Lloyd Webber è un appassionato collezionista d'arte, in particolare di pittura vittoriana.
Lloyd Webber è il presidente dell'Arts Educational Schools London, una scuola di arti dello spettacolo situata a Chiswick, West London. È coinvolto in numerose attività di beneficenza, tra cui la Elton John AIDS Foundation, Nordoff Robbins, War Child e Prostate Cancer UK, avendo sofferto anche lui di questa patologia (a fine 2009, Lloyd Webber subì un intervento chirurgico per cancro alla prostata allo stadio iniziale, ma dovette essere ricoverato nuovamente in ospedale per un'infezione post-operatoria; nel gennaio 2010, dichiarò di essere guarito dal cancro e che gli fosse stata completamente rimossa la prostata come misura preventiva). 
Nel 1992 ha fondato la Andrew Lloyd Webber Foundation che sostiene le arti, la cultura e il patrimonio del Regno Unito. In un'intervista del 1971 al New York Times, Lloyd Webber ha detto di essere un agnostico e di vedere Gesù come "Una delle più grandi figure della storia". È un accanito sostenitore della squadra di calcio londinese Leyton Orient, come suo fratello minore Julian.

## Teatro
Tra parentesi il nome dell'autore o degli autori dei testi.
- The Likes of Us (1965 - Rappresentato per la prima volta nel 2005) (Tim Rice).
- Joseph and the Amazing Technicolor Dreamcoat (1968) (Tim Rice)
- Jesus Christ Superstar (1971) (Tim Rice)
- Jeeves (1975) (Alan Ayckbourn, basato sui romanzi di P. G. Wodehouse). Una versione rivista e corretta andò in scena nel 1996 col titolo By Jeeves
- Evita (1976) (Tim Rice). Liberamente ispirato alla vita di Evita Perón, moglie del presidente argentino Juan Domingo Peron.
- Tell Me on a Sunday (1979) (Don Black). Nel 2003 ne fu realizzata una nuova versione con materiale addizionale di Jackie Clune.
- Cats (1981) (dall'opera di T. S. Eliot Old Possum's Book of Practical Cats, 1939)
- Song and Dance (1982). Combinazione della composizione Variations e di Tell Me on a Sunday
- Starlight Express (1984) (Richard Stilgoe)
- The Phantom of the Opera (1986) (Richard Stilgoe/Charles Hart, dal romanzo omonimo di Gaston Leroux, 1911)
- Aspects of Love (1989) (Don Black/Charles Hart dal romanzo omonimo di David Garnett)
- Sunset Boulevard (1993) (Don Black/Christopher Hampton dal film omonimo di Billy Wilder)
- Whistle Down the Wind (1996, seconda versione definitiva 1998) (Jim Steinman dal romanzo di Mary Hayley Bell)
- The Beautiful Game (2000) (Ben Elton)
- The Woman in White (2004) (David Zippel/Charlotte Jones dal romanzo di Wilkie Collins)
- Love Never Dies (2010) (Glenn Slater/Ben Elton) Sequel di The Phantom of the Opera
- The Wizard of Oz (2011) (Canzoni dal film omonimo di Harold Arlen e Yip Harburg, con nuove canzoni di Tim Rice e Andrew Lloyd Webber. Dal romanzo di L. Frank Baum)
- Stephen Ward the Musical (2013) (Don Black/Christopher Hampton)
- School of Rock (2015) (Glenn Slater, tratto dall'omonimo film School Of Rock di Richard Linklater, 2003)
- Cinderella (2021) (David Zippel). Bad Cinderella nella successiva versione di Broadway.

## Altre opere
- Gumshoe (Sequestro pericoloso - 1972). Colonna sonora
- Odessa file (Dossier Odessa - 1974). Colonna sonora
- Variations (1978). Variazioni sul Capriccio 24 in La minore di Paganini
- Requiem (1985). Messa da Requiem composta da Lloyd Webber in onore del padre.

## Riconoscimenti
- 26 febbraio 1993: Hollywood Walk of Fame per il suo contributo al teatro
- 31 dicembre 1996: diviene "Barone Lloyd Webber", per concessione della parìa a vita di Sua Maestà la Regina Elisabetta II

## Ascendenza
|                                    |                          |                              | Genitori                 |  |  | Nonni |  |  | Bisnonni                  |  |  | Trisnonni    |  |
|                                    |                          |                              |                          |  |  |       |  |  | William Southcombe Webber |  |  | Elias Webber |  |
|                                    |                          |                              |                          |  |  |       |  |  | William Southcombe Webber |  |  | Elias Webber |  |
|                                    |                          | Jane Southcombe              |                          |  |  |       |  |  | William Southcombe Webber |  |  |              |  |
| William Charles Henry Webber       |                          |                              |                          |  |  |       |  |  | William Southcombe Webber |  |  |              |  |
|                                    |                          | Alfreda Simmonds             | Henry Samuel Simmonds    |  |  |       |  |  |                           |  |  |              |  |
|                                    |                          | Alfreda Simmonds             | Henry Samuel Simmonds    |  |  |       |  |  |                           |  |  |              |  |
|                                    |                          | Alfreda Simmonds             | Sarah Jane Ferguson      |  |  |       |  |  |                           |  |  |              |  |
| William Lloyd Webber               |                          | Alfreda Simmonds             |                          |  |  |       |  |  |                           |  |  |              |  |
|                                    |                          | Edwin Gittins                | …                        |  |  |       |  |  |                           |  |  |              |  |
|                                    |                          | Edwin Gittins                | …                        |  |  |       |  |  |                           |  |  |              |  |
|                                    |                          | Edwin Gittins                | …                        |  |  |       |  |  |                           |  |  |              |  |
| Winifred Gittins                   |                          | Edwin Gittins                |                          |  |  |       |  |  |                           |  |  |              |  |
|                                    |                          | N. Sheppard                  | …                        |  |  |       |  |  |                           |  |  |              |  |
|                                    |                          | N. Sheppard                  | …                        |  |  |       |  |  |                           |  |  |              |  |
|                                    |                          | N. Sheppard                  | …                        |  |  |       |  |  |                           |  |  |              |  |
| Andrew Lloyd Webber                |                          | N. Sheppard                  |                          |  |  |       |  |  |                           |  |  |              |  |
|                                    | Francis Fawkes Johnstone | Montague Cholmeley Johnstone |                          |  |  |       |  |  |                           |  |  |              |  |
|                                    | Francis Fawkes Johnstone | Montague Cholmeley Johnstone |                          |  |  |       |  |  |                           |  |  |              |  |
|                                    | Francis Fawkes Johnstone | Leonora Louisa Somerset      |                          |  |  |       |  |  |                           |  |  |              |  |
| Charles Campbell Gosling Johnstone | Francis Fawkes Johnstone |                              |                          |  |  |       |  |  |                           |  |  |              |  |
|                                    |                          | Harriet Lavinia Sargent      | Richard Sargent          |  |  |       |  |  |                           |  |  |              |  |
|                                    |                          | Harriet Lavinia Sargent      | Richard Sargent          |  |  |       |  |  |                           |  |  |              |  |
|                                    |                          | Harriet Lavinia Sargent      | Maria Harrison           |  |  |       |  |  |                           |  |  |              |  |
| Jean Hermione Johnstone            |                          | Harriet Lavinia Sargent      |                          |  |  |       |  |  |                           |  |  |              |  |
|                                    |                          | Willoughby Bathurst Hemans   | George Willoughby Hemans |  |  |       |  |  |                           |  |  |              |  |
|                                    |                          | Willoughby Bathurst Hemans   | George Willoughby Hemans |  |  |       |  |  |                           |  |  |              |  |
|                                    |                          | Willoughby Bathurst Hemans   | Anne Cunnison Drysdale   |  |  |       |  |  |                           |  |  |              |  |
| Laura Mary Hemans                  |                          | Willoughby Bathurst Hemans   |                          |  |  |       |  |  |                           |  |  |              |  |
|                                    |                          | Ella Maitland                | Eardley Maitland         |  |  |       |  |  |                           |  |  |              |  |
|                                    |                          | Ella Maitland                | Eardley Maitland         |  |  |       |  |  |                           |  |  |              |  |
|                                    |                          | Ella Maitland                | Elizabeth Odell Baillie  |  |  |       |  |  |                           |  |  |              |  |
|                                    |                          | Ella Maitland                |                          |  |  |       |  |  |                           |  |  |              |  |